# Вестгоуп (Північна Дакота)
Вестгоуп (англ. Westhope) — місто (англ. city) в США, в окрузі Боттіно штату Північна Дакота. Населення — 374 особи (2020).

## Географія
Вестгоуп розташований за координатами 48°54′40″ пн. ш. 101°1′4″ зх. д. / 48.91111° пн. ш. 101.01778° зх. д. (48.911084, -101.017677).  За даними Бюро перепису населення США в 2010 році місто мало площу 0,85 км², уся площа — суходіл.

### Клімат
| Клімат : Вестгоуп       | Клімат : Вестгоуп | Клімат : Вестгоуп | Клімат : Вестгоуп | Клімат : Вестгоуп | Клімат : Вестгоуп | Клімат : Вестгоуп | Клімат : Вестгоуп | Клімат : Вестгоуп | Клімат : Вестгоуп | Клімат : Вестгоуп | Клімат : Вестгоуп | Клімат : Вестгоуп | Клімат : Вестгоуп |
| Показник                | Січ.              | Лют.              | Бер.              | Квіт.             | Трав.             | Черв.             | Лип.              | Серп.             | Вер.              | Жовт.             | Лист.             | Груд.             | Рік               |
| Абсолютний максимум, °C | 7,8               | 17,2              | 25,0              | 35,0              | 37,8              | 38,3              | 40,0              | 41,1              | 37,2              | 33,9              | 23,3              | 14,4              | 41,1              |
| Середній максимум, °C   | −8,3              | −5                | 1,7               | 13,9              | 20,6              | 25,0              | 27,8              | 27,8              | 21,7              | 12,8              | 1,7               | −6,7              | 11,1              |
| Середній мінімум, °C    | −18,9             | −15,6             | −8,3              | −1,1              | 5,6               | 11,1              | 13,3              | 12,2              | 6,7               | −0,6              | −8,3              | −16,7             | −1,7              |
| Абсолютний мінімум, °C  | −41,7             | −43,9             | −38,3             | −25               | −10,6             | −2,2              | 0,6               | −1,7              | −8,3              | −22,8             | −32,8             | −40,6             | −43,9             |
| Норма опадів, мм        | 13                | 12                | 21                | 28                | 60                | 87                | 73                | 51                | 35                | 33                | 17                | 13                | 443               |
| ----------------------- | ----------------- | ----------------- | ----------------- | ----------------- | ----------------- | ----------------- | ----------------- | ----------------- | ----------------- | ----------------- | ----------------- | ----------------- | ----------------- |
| Джерело:                |                   |                   |                   |                   |                   |                   |                   |                   |                   |                   |                   |                   |                   |

## Демографія
Згідно з переписом 2010 року, у місті мешкало 429 осіб у 190 домогосподарствах у складі 117 родин. Густота населення становила 504 особи/км².  Було 218 помешкань (256/км²).
Расовий склад населення:
| - 95,1 % — білих - 1,2 % — корінних американців - 0,2 % — вихідців з тихоокеанських островів - 0,2 % — азіатів |

До двох чи більше рас належало 3,3 %. Частка іспаномовних становила 0,5 % від усіх жителів.
За віковим діапазоном населення розподілялося таким чином: 18,6 % — особи молодші 18 років, 58,1 % — особи у віці 18—64 років, 23,3 % — особи у віці 65 років та старші. Медіана віку мешканця становила 49,5 року. На 100 осіб жіночої статі у місті припадало 102,4 чоловіків;  на 100 жінок у віці від 18 років та старших — 97,2 чоловіків також старших 18 років.
Середній дохід на одне домашнє господарство  становив 69 877 доларів США (медіана — 53 269), а середній дохід на одну сім'ю — 83 934 долари (медіана — 56 875). За межею бідності перебувало 9,8 % осіб, у тому числі 1,7 % дітей у віці до 18 років та 6,6 % осіб у віці 65 років та старших.
Цивільне працевлаштоване населення становило 265 осіб. Основні галузі зайнятості: сільське господарство, лісництво, риболовля — 34,7 %, освіта, охорона здоров'я та соціальна допомога — 21,1 %, роздрібна торгівля — 18,5 %.